# Воскобойников Володимир Павлович
Володимир Воскобойников (ест. Vladimir Voskoboinikov; нар. 2 лютого 1983, Таллінн) — естонський футболіст, що грав на позиції нападника. Відомий за виступами в низці естонських і закордонних клубів, зокрема «Левадія», «Торпедо» (Москва) та «Динамо» (Тбілісі), а також національну збірну Естонії. Чемпіон Естонії, володар Суперкубка Естонії і Кубка Естонії.

## Клубна кар'єра
Володимир Воскобойников народився 2 лютого 1983 року в місті Таллінн. Розпочав займатися футболом у школі клубу «Пуума». У дорослому футболі дебютував 2001 року виступами за команду «Левадія», в якій відразу став одним із головних бомбардирів клубу, відзначившись 25 забитими голами у 80 матчах чемпіонату. У складі «Левадії» грав до 2004 року, після чого перейшов до складу бельгійського клубу «Брюссель», проте в ньому в основному складі не закріпився, і наступного року грав у оренді в іншому бельгійському клубі «Ейпен». У кінці 2006 року футболіст повернувся до «Левадії», де встиг за 8 проведених матчів відзначитися 4 забитими м'ячами.
На початку 2007 року Воскобойников став гравцем першої російської ліги «Торпедо» (Москва), в якій грав до кінця 2008 року. У зв'язку з вибуттям «Торпедо» з першої ліги на початку 2009 естонський футболіст перейшов до шведського клубу Супереттан «Сиріанска», де грав протягом півроку, а в другій половині року став гравцем команди російської першої ліги «Промінь-Енергія», в якій грав до кінця року.
На початку 2010 року естонський нападник став гравцем азербайджанського клубу «Нефтчі», де грав лише півроку, та знову повернувся до складу «Левадії», проте цього разу в команді не став гравцем основи, і на початку 2011 року став гравцем російського клубу першої ліги «Хімки», де грав до середини 2012 року.
У 2012 році Воскобойников став гравцем грузинського клубу «Динамо» (Тбілісі), проте не став у ньому гравцем основного складу, провівши за півроку лише 13 матчів. У 2013 році футболіст повернувся на батьківщину, де став гравцем клубу «Нимме Калью», і в цьому ж році він став кращим бомбардиром Мейстріліги. Наступного року нападника відправили в оренду до китайського клубу «Ціндао Хайню», після чого в 2015 році він знову грав у складі «Нимме Калью».
У 2016 році футболіст став гравцем клубу «Інфонет», в складі якого цього року став чемпіоном країни. Після сезону 2017 року Воскобойников завершив виступи на футбольних полях.

## Виступи за збірні
2000 року Володимир Воскобойников дебютував у складі юнацької збірної Естонії (U-19), загалом на юнацькому рівні взяв участь у 1 іграх.
У 2001—2003 роках футболіст залучався до складу молодіжної збірної Естонії. На молодіжному рівні зіграв у 9 офіційних матчах, забив 1 гол.
У 2007 році Володимир Воскобойников дебютував у складі національної збірної Естонії. У складі збірної грав до 2013 року, загалом провів у складі національної збірної 36 матчів, у яких забив 4 голи.

## Титули і досягнення

### Командні
- Чемпіон Естонії (1):

«Інфонет»: 2016
- Володар Суперкубка Естонії (1):

«ФКІ Таллінн»: 2017
- Володар Кубка Естонії (1):

«Левадія»: 2003–2004: «ФКІ Таллінн»: 2016–2017

### Особисті
- Кращий бомбардир чемпіонату Естонії: 2013 (23 голи)